# Kalifornische Walnuss
Die Kalifornische Walnuss (Juglans californica) ist eine nordamerikanische Pflanzenart der Gattung Walnüsse (Juglans). Sie ist nur in einem kleinen Gebiet in Kalifornien heimisch bzw. endemisch.

## Beschreibung
Die Kalifornische Walnuss wächst als sommergrüner, ausladender, kleiner Baum bis über 12,5 Meter hoch, selten bis etwa 18 Meter. Sie ist öfters mehrstämmig. Der kurze Stamm verzweigt sich oft schon tief unten, sodass auch strauchförmige oder mehrstämmige Wuchsformen auftreten. Der Stammdurchmesser erreicht bis über 50 Zentimeter. Die raue Borke ist grau-braun bis gräulich und tief gefurcht oder rissig.
Die gestielten Blätter sitzen wechselständig und werden bis zu 25 cm lang. Sie sind unpaarig gefiedert und bestehen aus bis zu 11–17 lanzettlichen bis eiförmigen, -lanzettlichen, kurz gestielten, fast kahlen Blättchen, die vorne zugespitzt bis rundspitzig sind. Der Blättchenrand ist fein gesägt bis gekerbt und die Basis ist oft leicht herzförmig bis abgerundet.
Die Blütezeit ist im Spätwinter bis Frühling. Die kleinen, eingeschlechtlichen und grünlichen Blüten erscheinen mit dem Austrieb des Laubes und tragen keine Kronblätter. Die Kalifornische Walnuss ist einhäusig monözisch. Die männlichen Blüten mit vielen kurzen Staubblättern hängen in Kätzchen an alten Trieben; die weiblichen Blüten mit federigen, ausgebogenen Narbenästen sitzen endständig an Jungtrieben.
Die grünen, später dunkelbraunen, glatten und kugeligen, dünnschaligen Früchte werden bis zu 3,5 cm groß. Die bis 2,5 cm großen, dickschaligen, leicht gefurchten, harten Nüsse bzw. die Kerne sind essbar und haben einen süßen Geschmack.

## Verbreitung

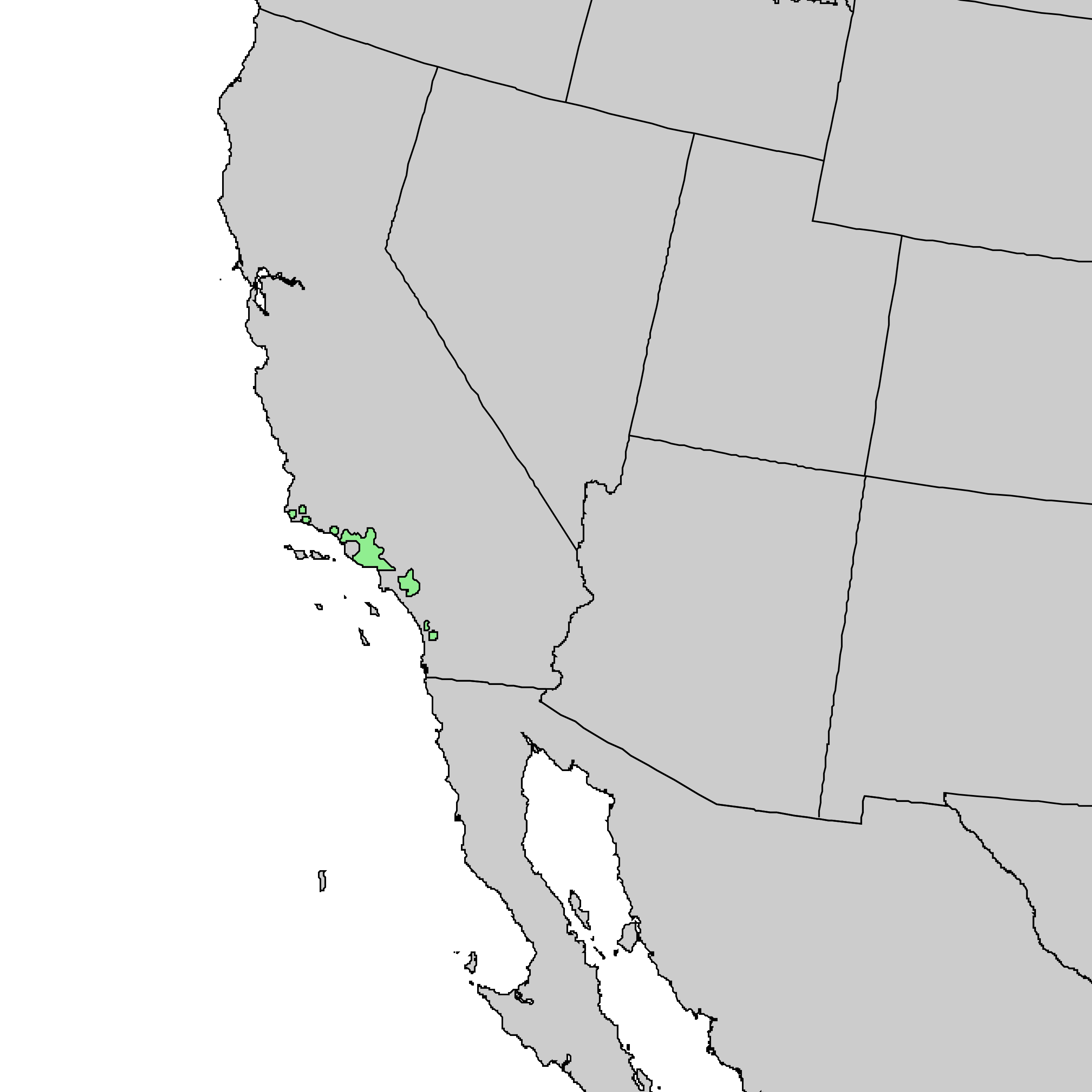
Verbreitungsgebiet (hellgrün)

Das natürliche Verbreitungsgebiet liegt in den südlichen Küstengebieten des US-Bundesstaats Kalifornien.
Sie wächst an Flussläufen und Canyons.